# Кодеїн
Кодеї́н, або 3-метилморфі́н (природний ізомер метильованого морфіну, інший напів-синтетичний — гетерокодеїн) — природний алкалоїд опіуму (опіат).

## Фармакологічні властивості
Використовується як лікарський засіб проти кашлю центральної дії, зазвичай у поєднанні з іншими речовинами, та як знеболюючий засіб. Кодеїн має слабкий знеболюючий ефект, через що використовується, як компонент болезаспокійливих ліків, зазвичай лише у поєднанні з іншими знеболюючими речовинам.

## Немедичне застосування
У зв'язку з поширенням вживання серед наркозалежних смертельно небезпечного наркотику дезоморфіну, відомого як «крокодил», який синтезується з кодеїну в кустарних умовах, в Україні було прийнято низку законів та постанов, які унеможливлюють використання кодеїновмісних препаратів у немедичних цілях.
- Кабінет Міністрів України: Постанова КМУ від 10 жовтня 2007 р. № 1203 «Про затвердження гранично допустимої кількості наркотичних засобів, психотропних речовин і прекурсорів, що містяться в препаратах» (із внесеними змінами);[8] Постанова КМУ від 3 червня 2009 р. № 589 (із внесеними змінами);[8] Постанова КМУ від 13 травня 2013 р. № 333 «Про затвердження Порядку придбання, перевезення, зберігання, відпуску, використання та знищення наркотичних засобів, психотропних речовин і прекурсорів у закладах охорони здоров'я» (із внесеними змінами)[8]
- Наказ МОЗ України від 19 липня 2005 р. № 360 «Про затвердження Правил виписування рецептів та вимог-замовлень на лікарські засоби і вироби медичного призначення, Порядку відпуску лікарських засобів і виробів медичного призначення з аптек та їх структурних підрозділів, Інструкції про порядок зберігання, обліку та знищення рецептурних бланків та вимог-замовлень».[8]

## Форми випуску
Кодеї́н міститься в складі комбінованих ЛЗ та монопрепаратів: від кашлю та від головного болю, у формі:
- таблеток, наприклад (Кодтерпін[9], Кодепсин[10])
- сиропу (Кодефемол[11])